# Unión Deportiva Tegueste
Unión Deportiva Tegueste es un club del municipio de Tegueste (Santa Cruz de Tenerife) España. Fue fundado en 1958 y su última campaña jugó en la 1ºRegional.  

## Historia
El club se fundó en 1958 por la unión de los equipos Español y Club Deportivo Ciprés, inscribiéndose en la Federación Tinerfeña de Fútbol en 1965. La UD Tegueste siempre tuvo especial rivalidad con el Club Deportivo Unión Tejina, club del pueblo vecino, y con el CD Portezuelo, club del mismo municipio y que juega sus partidos como local en el mismo estadio. En la temporada 2003/04, tras proclamarse por primera vez campeón de Preferente, asciende a Tercera División debutando así en esa categoría. En ella permaneció cinco campañas hasta que en la 2008/09 no pudo eludir el descenso regresando así al máximo nivel del fútbol regional. 
Jugó sus últimas temporadas en Preferente hasta que desapareció por motivos económicos. La temporada siguiente a su desaparición, el CDAFB Tegueste sustituyó a la UD Tegueste como equipo de fútbol base del municipio. Siendo el CD Portezuelo-Tegueste el único club sénior que quedó en el pueblo hasta el año 2016, en el que el CDA Tegueste crea su equipo sénior.

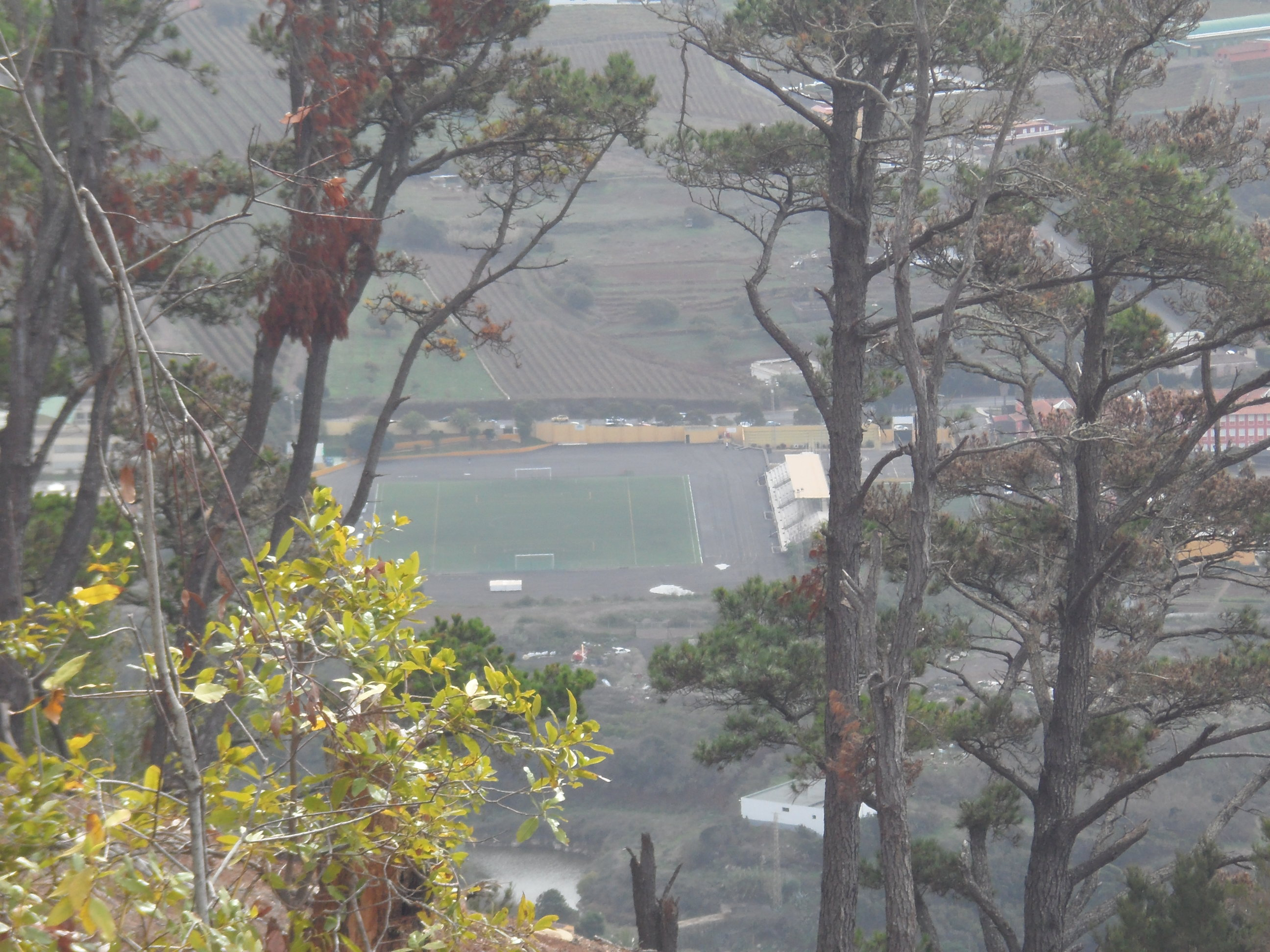
Campo de Fútbol Los Laureles visto desde una degollada en lo alto del Camino de La Orilla.

## Estadio
La Unión Deportiva Tegueste jugaba sus partidos como local en el Estadio de Los Laureles, recinto con capacidad para unos 2.000 espectadores. Este estadio forma parte de una zona deportiva con pista de atletismo, un terreno de fútbol 7 y canchas de baloncesto.

## Temporadas
| Temporada | División     | Posición | Copa del Rey |
| --------- | ------------ | -------- | ------------ |
| 1980/81   | 2.ªRegional  | 7.º      |              |
| 1981/82   | 2.ªRegional  |          |              |
| 1982/83   | 2.ªRegional  |          |              |
| 1983/84   | 2.ªRegional  |          |              |
| 1984/85   | 2.ªRegional  | 11.º     |              |
| 1985/86   | 2.ªRegional  |          |              |
| 1986/87   | 2.ªRegional  |          |              |
| 1987/88   | 2.ªRegional  |          |              |
| 1988/89   | 2.ªRegional  |          |              |
| 1989/90   | 1.ªRegional  | 11.º     |              |
| 1990/91   | 1.ªRegional  | 12.º     |              |
| 1991/92   | 1.ªRegional  | 9.º      |              |
| 1992/93   | 1.ªRegional  | 5.º      |              |
| 1993/94   | Preferente   | 8.º      |              |
| 1994/95   | Preferente   | 14º      |              |
| 1995/96   | 1.ªRegional  | 4.º      |              |
| 1996/97   | 1.ªRegional  | 15.º     |              |
| 1997/98   | 2.ªRegional  | 10.º     |              |
| 1998/99   | 2.ªRegional  | 2.º      |              |
| 1999/00   | 1.ªRegional  | 2.º      |              |
| 2000/01   | Preferente   | 14.º     |              |
| 2001/02   | Preferente   | 9.º      |              |
| 2002/03   | Preferente   | 15.º     |              |
| 2003/04   | Preferente   | 1.º      |              |
| 2004/05   | 3.ª División | 13.º     |              |
| 2005/06   | 3.ª División | 15º      |              |
| 2006/07   | 3.ª División | 14.º     |              |
| 2007/08   | 3.ª División | 15.º     |              |
| 2008/09   | 3.ª División | 18.º     |              |
| 2009/10   | Preferente   | 10.º     |              |

| Temporada | División    | Posición    | Copa del Rey |
| --------- | ----------- | ----------- | ------------ |
| 2010/11   | Preferente  | 12.º        |              |
| 2011/12   | Preferente  | 16.º        |              |
| 2012-13   | No Compitió | No Compitió |              |
| 2013-14   | No Compitió | No Compitió |              |
| 2014-15   | No Compitió | No Compitió |              |
| 2015-16   | No Compitió | No Compitió |              |
| 2016/17   | 2.ªRegional | 14.º        |              |
| 2017/18   | 2.ªRegional | 6.º         |              |
| 2018/19   | 2.ªRegional | 11.º        |              |
| 2019/20   | 2.ªRegional | 1.º         |              |
| 2020/21   | 1.ªRegional | 5.º         |              |
| 2021/22   | 1.ªRegional | 8.º         |              |
| 2022/23   | 1.ªRegional | 9.º         |              |
| 2023/24   | 1.ªRegional | 9.º         |              |

### Datos del Club
- Temporadas en Tercera División: 5
- Temporadas en Preferente: 9
- Temporadas en Primera Regional: 7
- Temporadas en Segunda Regional: 11

## Palmarés
- Preferente de Tenerife (1): 2003/04.